# Каменица Дараганов
Каменица Дараганов — памятник архитектуры национального значения в Козельце (Покорщине). Повреждён, не реставрирован. Здание не используется.

## История
Постановлением Кабинета Министров УССР от 24.08.1963 № 970 «Про упорядочение дела учёта и охраны памятников архитектуры на территории Украинской ССР» («Про впорядкування справи обліку та охорони пам’ятників архітектури на території Української РСР») присвоен статус памятник архитектуры национального значения с охранным № 846/2 под названием Каменица. 
Не установлена информационная доска.

## Описание
Каменица входит в усадебный комплекс В. Г. Дараган, что на правом берегу реки Остёр в бывшем селе Покорщине. Кладовая построена в 1-й половине 18 века в формах барокко и ампира. Одна из немногих сохранившихся каменных хозяйственных построек 18 века на Левобережной Украине. Композиция обладает цельностью и простотой архитектурного замысла, лаконичностью форм и хорошими пропорциями.  
Кирпичная, двухэтажная на глубоком подвале (повторяет по размерам наземные этажи), квадратная в плане кладовая, однокамерная. Декор конца 18 века, на второй этаж ведёт деревянная лестница более позднего периода. Перекрыт сомкнутыми сводами под четырехскатной крышей железной кровли. Входы на первый и второй этажи со стороны западного фасада. Окна и двери с трёхцентовыми перемычками и ушастыми наличниками, в окнах — решетки. Стены увенчаны развитыми карнизами, раскрепованными на пилястрах, разделяющие фасады и подчеркивающих раскрепованные углы здания, по горизонтали членятся междуэтажным также раскрепованным карнизом. В интерьере множество ниш, которые имели функциональное предназначение. 